# 陈波儿

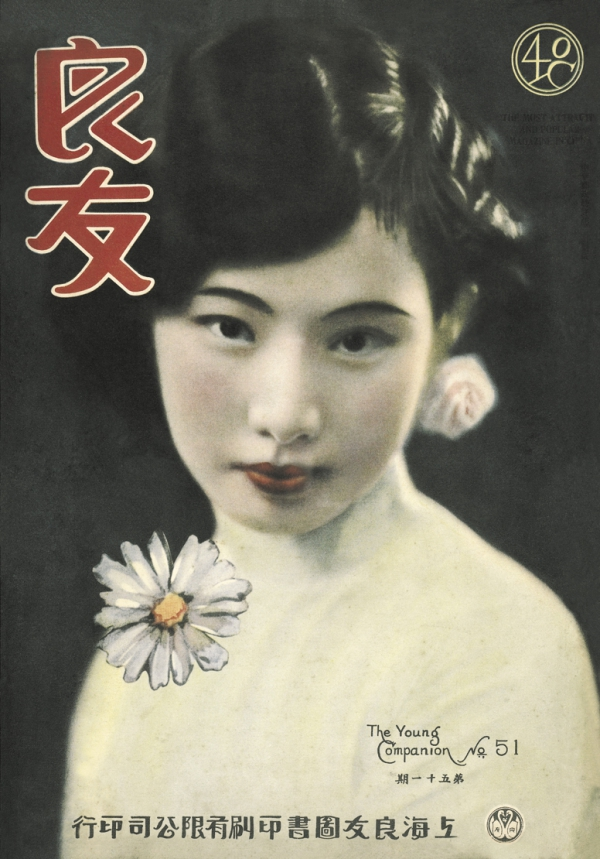
1930年《良友画报》51期封面上的陈波儿

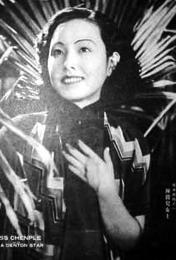
1935年《电通》杂志创刊号上的陈波儿

陳波兒（1907年7月15日—1951年11月10日），原名陈舜华，罗马拼音Chan Bo Yee，广东潮安人，中国现代电影人，导演。1950年她倡导成立了中华人民共和国第一所电影艺术干部学校，即北京电影学院前身。

## 生平
陈波儿生于生于广东潮安县庵埠鎮。1929年，陈波儿进入上海艺术大学文学系学习。期间陈波儿加入左翼戏剧家联盟，出演多部话剧。同年10月，加入“中国济难会”。1931年转移至香港，并与任泊生结婚。期间出演过数部电影。1935年，她与史良、沈兹九、胡子婴等人成立“上海妇女救国会”。七七事变后，参加抗日演剧队，同年加入中国共产党，入党介绍人是叶剑英和李克农。
1938年到达延安，从事戏剧、电影的创作和组织工作。1940年，二次到达延安，进入马列学院学习。1946年8月，陈波儿受周恩来指示来到吉林兴山，进入东北电影公司，任党总支首任书记兼艺术处长。1949年调入北京，任中央电影局艺术委员会副主任兼艺术处处长。1950年6月在她的领导下，谢铁骊、巴鸿、王赓尧等人筹划，创建了中央文化部电影局表演艺术研究所。陈波儿任所长，表演艺术研究所既北京电影学院的前身。
1951年11月10日 （星期六）零時因心臟病在上海逝世，享齡44歲。

## 陳波兒的香港電影作品
- 粵語文藝片《回首當年》(1935年)，擔任第一女主角，飾演李淑貞；
- 默片《八百壯士》(1938年)，擔任第一女主角，飾演上海女童軍楊惠敏。

## 陳波兒的上海電影作品
| 拍摄时间 | 类型       | 片名             | 职务       | 合作导演 | 合作演员     | 備註                 |
| 1934年   | 电影       | 青春线           | 演员       |          | 姜克尼、赵丹 |                      |
| 1934年   | 电影       | 桃李劫           | 演员       |          |              | 演唱主题曲《毕业歌》 |
| 1936年   | 电影       | 生死同心         | 演员       |          |              |                      |
| 1936年   | 话剧       | 放下你的鞭子     | 演员       |          |              |                      |
| 1937年   | 话剧       | 保卫卢沟桥       | 演员       |          |              |                      |
| 1940年   | 话剧       | 延安生活三部曲   |            |          |              |                      |
| 1940年   | 话剧       | 马门教授         | 导演       |          |              |                      |
| 年       | 话剧       | 新木马计         |            |          |              |                      |
| 1943年   | 话剧       | 同志，你走错了路 | 导演、编剧 |          |              |                      |
| 年       | 话剧       | 边区劳动英雄     |            |          |              |                      |
| 194?年   | 电影木偶片 | 皇帝梦           | 导演、编剧 |          |              |                      |

## 家庭
皖南事变后，陈波儿与丈夫任泊生无音信往来，期间任泊生再婚。两人育有两子，一子任克，一子早夭。1947年与袁牧之结婚。